# 安吾 風の館
安吾 風の館（あんご かぜのやかた）は、新潟県新潟市中央区にある文化施設。
2005年（平成17年）2月に坂口家から寄贈された、新潟市出身の作家坂口安吾の遺品・所蔵資料を展示する施設。
坂口安吾の生まれ育った中央区西大畑町にあり、周辺には坂口安吾の生誕碑・詩碑が立ち並ぶ。旧市長公舎を活用して2009年（平成21年）7月から一般公開されている。
建物は、埼玉県出身の第10代新潟市長である柴崎雪次郎を迎えるにあたり建設されたもので、1922年（大正11年）10月に竣工した。総工費は21,214円71銭で、敷地面積は2,195.571平方メートル（約665坪）。

## 立地
新潟島の中心市街地「古町」から見て北西側の砂丘地帯、西大畑町に位置しており、周辺には新潟市美術館、砂丘館、旧齋藤家別邸、北方文化博物館新潟分館といった観光施設が多く点在する。

### 交通
- 新潟市観光循環バス 「西大畑坂上」バス停より徒歩約3分
- 新潟交通 C2 浜浦町線 「西大畑坂上」バス停より徒歩約3分